# アトランティック (機関車)
アトランティック(英: Atlantic)は最初期のアメリカ合衆国の蒸気機関車である。発明家で工場主のPhineas Davisがボルチモア・アンド・オハイオ鉄道 (B&O)のために1832年に製造した。最初に商業的に成功した実用的なアメリカ製の機関車で、DavisがB&Oのために製造した2両目の機関車であり、1両目は1830年にB&Oによる設計競技で優勝した。
後にアトランティックと呼ばれる「4-4-2」の車輪配置との関係はない。

## 設計と製造
製造費用は4,500米ドル、重量は5.9 tで垂直の2気筒のシリンダーを備えた。 蒸気機関車の設計競技でDavisは優勝したが契約はトム・サムに横取りされた。5輌の機関車の製造契約に失敗した時、B&Oは特許を買い取った。これらの僅かな収入を注ぎ込んでアトランティックの製造に充てた。機関車は1835年に彼が死ぬ前に納入されて商業的に運行され、アメリカ産の石炭を効率良く燃焼することで扱い易かった。
機関車はボルチモアで使用して、エリコットシティまでの21kmの路線で運行に成功した。愛称の'グラスホッパー'は水平の梁と長い連接棒に由来して、機関車は1米トン（0.91t）の無煙炭を燃焼して50 psi (345 kPa; 3.45 bar)の蒸気でボルチモアから64kmの距離を走行した。この機関車の運用を満たすため、B&OはボルチモアのMt. Clare 工場で類似の設計の機関車をさらに20両生産した。この成功にもかかわらず、アトランティック試作機は1835年にPhineas Davisの死去後に解体された。理由は不明である。

## レプリカ
1892年にグラスホッパーと類似の機関車である1836年にRoss WinansとGeorge Gillinghamによって製造された7号機の「アンドリュー・ジャクソン(Andrew Jackson)」が、記念物として展示するために1832年製造の「アトランティック」として再組立された。以前の「アンドリュー・ジャクソン」は1893年にシカゴで開催された万国博覧会で展示され、1939年に開催されたニューヨーク万国博覧会と最後に1948年 - 1949年にシカゴ鉄道博覧会の一環として "Wheels A-Rolling" ページェントで展示された。その後は、現在までボルチモア・アンド・オハイオ鉄道博物館で展示されている。